# Raumeindruck (Akustik)
Der Raumeindruck ist eine Bezeichnung für eine Hörempfindung, die man hat, wenn man eine einzelne Schallquelle wie z. B. Sprecher, Sänger oder einzelnes Musikinstrument (oder viele Schallquellen, z. B. Chor oder Orchester) nicht im Freien, sondern in einem auf mehreren Seiten geschlossenen Raum (z. B. in einem Hof oder einem allseitig geschlossenen Raum) hört. Dabei hat man den Eindruck, zusammen mit der Schallquelle (Schallsender) in einem Raum zu sein.
Dagegen glaubt man z. B. bei der monofonen Schallwiedergabe mittels Lautsprecher durch ein Loch, bei der stereofonen Übertragung durch ein Fenster geringer Höhe in einen Raum hineinzuhören, in dem man sich nicht selbst befindet. Auch hat man einen gewissen Eindruck von der Größe des Raums.
Die Halligkeit, die man auch bei pausenlosem Einwirken von Sprache und Musik als Folge starker, später Schallreflexionen empfindet, ist umso stärker, je weiter man von der Schallquelle entfernt ist und je größer bei gegebenem Raumvolumen die Nachhallzeit ist. Bedeutung haben hierbei der Hallradius und das Hallmaß.
Eine weitere mögliche Komponente des Raumeindrucks ist die Räumlichkeit, also die Empfindung, dass der Raum auch um die Schallquellen herum mit Schall erfüllt ist. Nach dem Abschalten der Schallquelle in einem geschlossenen Raum ist der im Freien fehlende Nachhall zu hören, den man nur in dem Raumteil lokalisiert, in dem sich die Schallquelle befindet.